# ケダー・マーチャント
ケダー・マーチャント（[ˈkwiːdɑː(x)]; アルメニア語: Քեդահյան վաճառական Qedahyan Waćařakan）は、インドの商船。カラ・マーチャント、アドベンチャー・プライズの名でも知られる。コワジー（Coirgi）という名の人物に所有されていた。
1698年1月30日にスコットランドの私掠船船長ウィリアム・≪キャプテン≫・キッドに掠奪された。掠奪後、キッドは植民地総督と財宝を分け合うためニューヨークへ、その後スポンサーへの支払いのため英国へ戻ろうとしていた。
ケダー・マーチャントの掠奪は、同様に掠奪されたルーパレル号（Rouparelle）のそれとともに大英帝国内にスキャンダルを巻き起こし、アフリカ及びインド洋沿岸での英国の安定した交易の地位に痛手を与えた。キッドはこれら2隻の掠奪は合法であり、彼の主君が与えた任務に則ったものだと考えていたが、彼が海賊であるとの風評は瞬く間に広がった。キッドは後に投獄され、最終的には海賊行為と殺人の罪状で処刑された。
ケダー・マーチャントはキャプテン・キッドが船の保護のために雇った商人たちの手に委ねられ、彼がカリブ海へ戻ってくるのを3ヶ月間待ち続けた。ニューヨーク、更に後には英国でのキッドの長い拘留期間中、ニューヨーク総督リチャード・ベロモント伯爵は、当時ドミニカ共和国サンタ・カタリーナ島の入り江に係留されていた船の在り処について証言を引き出そうとしていた。商人たちが積み荷のほとんどを売り払い、船を焼き払ってオランダへ出航してしまったとの報せがニューヨークに届くと、ベロモント伯はケダー・マーチャントが本当に焼き払われたのか確かめるため船を派遣した。ケダー・マーチャントの最後の正確な位置は、2007年12月にカタリーナ島沖で残骸が発見されるまで謎のままだった。

## 商船としての航海
1696年4月、アルメニアの商人団が、インドのコワジーという人物が所有する350トンのケダー・マーチャントを借り上げた。北西インドの都市スーラトを出航する彼らを手助けしたのは、収入の足しにとフリーでも仕事を請け負っていたイギリス東インド会社の現地総督、オーガン・ペリー・カレンダー（Augun Peree Callendar）だった。ジョン・ライト（John Wright）が船長をつとめるこの航海には、2人のオランダ人航海士、1人のフランス人砲手、90人以上のインド人乗組員たちと、30人のアルメニア人商人が参加していた。
幾度か出航が遅れた後、クルーは綿花を積み込んでスーラトを発ち、インドの先端を回って1697年暮れにベンガルに到着した。アルメニア商人はこの地で売った綿花で、モスリンその他の服地1200枚、黒砂糖1400袋、生糸84梱、アヘン80箱、その他、鉄や硝石を仕入れた。彼らはフランス東インド会社総督フランソワ・マルタン（François Martin）に安全な通行を願い出た。要請は聞き届けられ、船は再びインドの先端を回って帰途に就いた。

## キャプテン・キッドによる掠奪

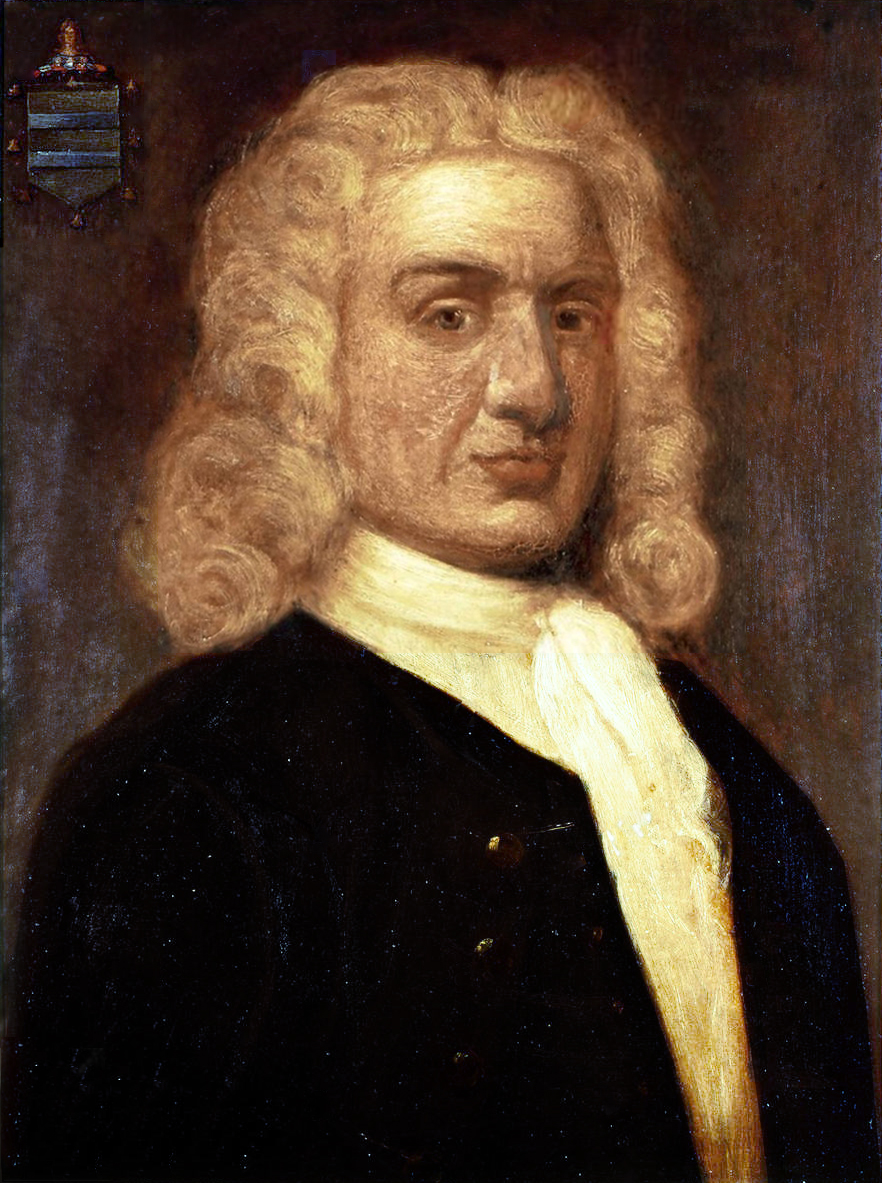
ウィリアム・キッド船長

1698年1月30日、コーチから約25海里の海域で、アドベンチャー・ギャレー号の船長キャプテン・キッドがケダー・マーチャントを発見、追跡した。約4時間後、アドベンチャー・ギャレーはケダーに追いつくとフランス国旗を掲げ、船長にギャレーに乗り移るよう命じた。ボートでやってきたひとりのフランス人が船に足を踏み入れるや、キッドはアドベンチャー・ギャレーに英国旗を掲げさせた。国旗が掛け替えられるのを見たこのフランス人は掠奪を悟り、「俺たちが戦利品になっちまった」と言ったという。

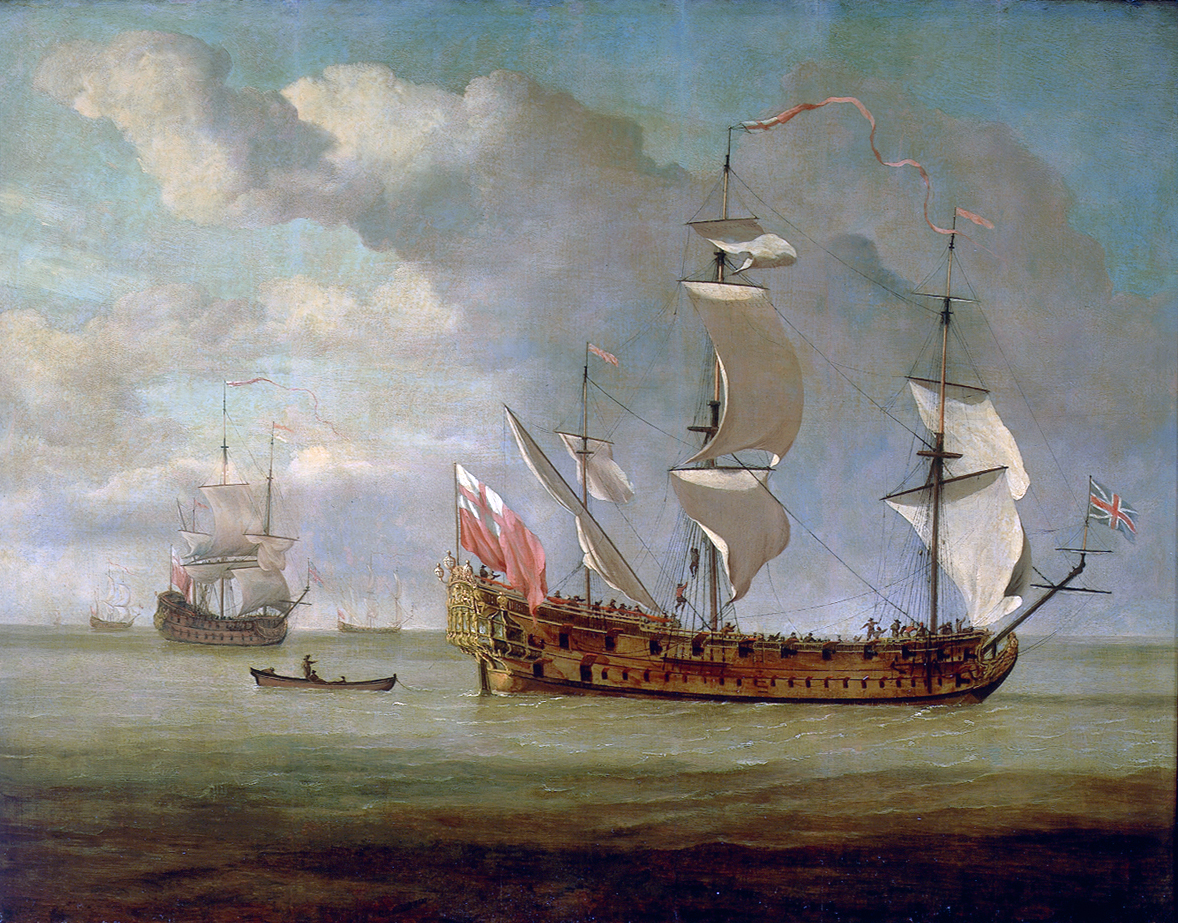
アドベンチャー・ギャレーとよく似た同時代船、チャールズ・ギャレー号

いかなる敵国船も海賊船も掠奪せよとの任務をキッドは受けていた。彼が複数の英国人貴族たちと結んでいた契約は、全ての戦利品を英国に持ち帰り、財宝を彼自身と乗組員、スポンサーたちで分け合うというものだった。ケダー・マーチャントはインド人の所有であったがアルメニア旗を掲げており、船長は英国人で乗組員のほとんどはインド人と、キッドの任務には合致していないようだった。英国の敵国であったフランスにより航海の安全を保証されていたことが、この掠奪が一応は合法であるとする根拠だった。

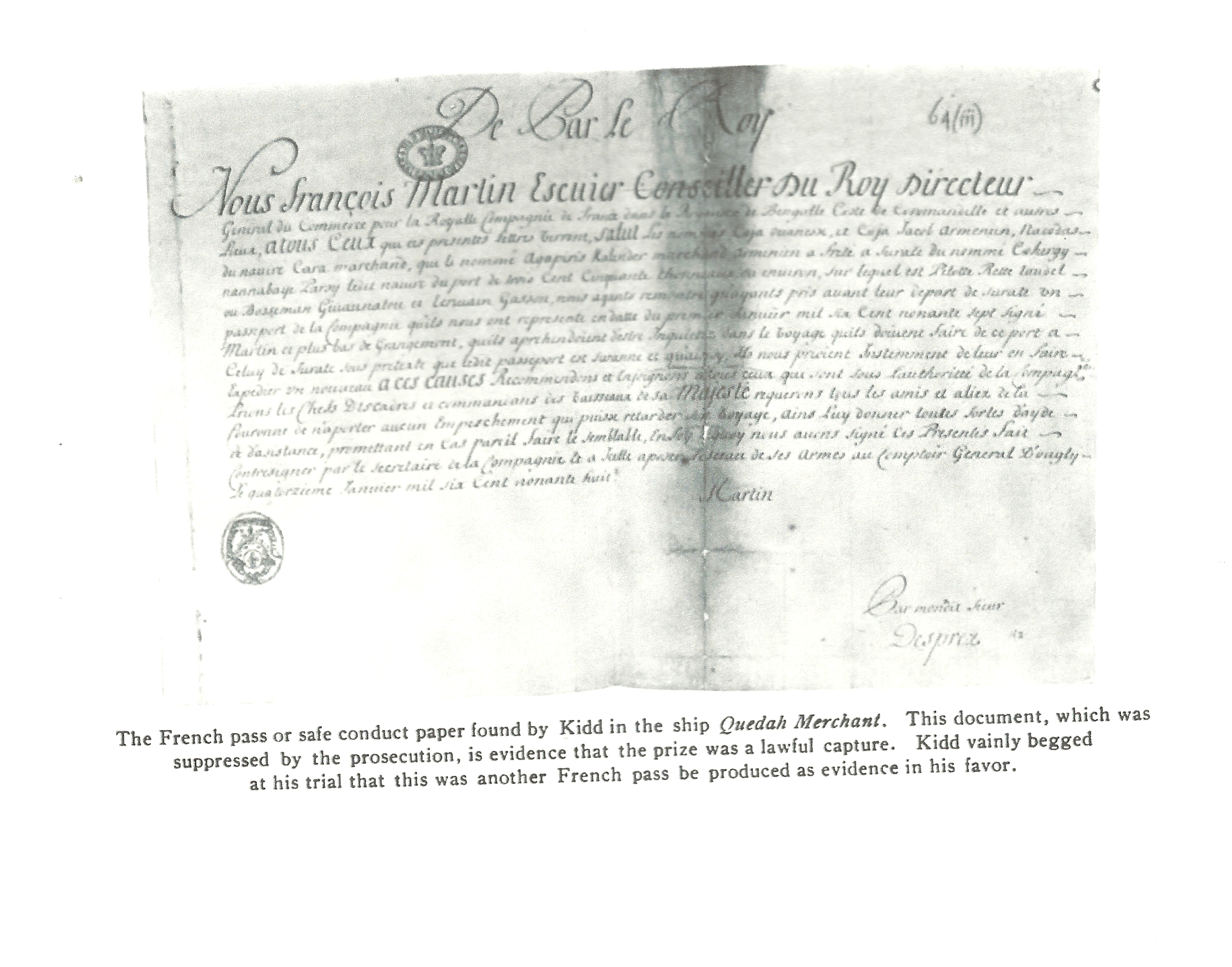
ケダー・マーチャントのフランス通行証

キッドとクルーたちがケダー・マーチャントの臨検を開始し掠奪品のリストアップを行った際、件のフランス人は実は彼は船長ではなく、ジョン・ライトがその任にあるのだと口にした。キッドは甲板下にいたライト船長を探し当てたが、彼は自分が船長であることを否定した。彼はフランスの通行証によってその身分を保証されていたが、これに「レッテ（Rette）操舵士」とサインしていた。ライトは英国東インド会社の総督が航海を仲介していることも告げた。キッドはこの掠奪が英国で問題を引き起こすだろうことに気づき、船とその積み荷を掠奪するか、もしくはアルメニア商人たちに売り返すか、乗組員による投票で決定することにした。船と積み荷を実際の1/20の価格で買い取ることをコギ・ババ（Cogi Baba）という人物が申し出たが、キッド側の乗組員がこれに反対した。これが合法的な掠奪だと考えていたキッドは投票に反対しなかった。
甲板下にあった数百の梱が、ムガル帝国と親しいムクリス・カーン（Muklis Khan）という貴族の持ち物であることを、不運にもキッドは知らなかった。アドベンチャー・ギャレー、ケダー・マーチャント、それにキッドに掠奪されノヴェンバーと名を変えられたルーパレル号の乗組員たちは、コーチとカリギヨン港へ向けて舵を切った。いくらか品物を売って英国への航海費を用立てるためだった。かなりの量の積み荷を金に換えると、彼を捕らえようとしていたオランダ東インド会社の4隻の船から逃れようと、キッドは急いで港を離れた。船団がはぐれてしまった場合には、マダガスカルのサント・マリー島で落ち合おうと命じた。

## サント・マリー島
サント・マリー島にたどり着いたキッドは、そこに名の知れた海賊ロバート・カリファド（Robert Culliford）のモカ号（Mocha Frigate）が停泊しているのを認めた。海賊船の財宝を掠奪するという任務に従ってすぐさま戦闘計画に取り掛かったが、人手不足のため、船団の他の2隻、ノヴェンバーとケダー・マーチャントが到着するまで攻撃を見合わせることにした。両船がサント・マリー島に到着したのは6週間後だった。

### 反乱
しばらくしてキッドはすべての乗組員をケダー・マーチャントに召集した。彼は乗組員たちに戦闘に備えるよう命じたが、2年分の雇い賃の支払いを希望していた彼らは、投票により100対15でカリファドへ寝返ることにしてしまった。翌朝、反乱に参加した乗組員はケダー・マーチャントから財宝の積み下ろしを始めた。力による脅しと人間味を示すことで、キッドは自分と自分の側に残ったほんの幾人かの忠実なクルーたちの分け前を取り返すことに成功した。カリファドの手下たちは3隻すべてから金目のものをむしり取った。武器、帆、艤装、錨すらも持ち去られた。カリファドはサント・マリー島を発つ前に乗組員に命じてノヴェンバーを沈没させ、何もかもなくなった2隻の船と最小限のクルーとともにキッドを置き去りにした。驚くべきことに、彼のもとに残ることを選んだ乗組員のひとり、ジェームズ・ギリアム（James Gilliam）は、キッド同様、彼らの任務は崇高なものと信じており、海賊にはなるまいと考えていた。ギリアムは年老いた海のならず者で、かつては海賊であった。

## 「アドベンチャー・プライズ」
航海ができるだけの部品、艤装や構造物がアドベンチャー・ギャレーに残されていると考えたキッドは、それらすべてをケダー・マーチャントに移し替え、ニューヨークへ出帆した。彼はケダーを自分の新しい船と定めたのだ。.キッドが船をアドベンチャー・プライズと呼ぶことにしたのはこの頃だった。帰路の最初の寄港地はマダガスカル沿岸を600マイル（970km）下ったポート・ドルフィン。その後、やはりマダガスカル沿岸のトゥリアラで食糧の買い付けと乗組員の補充を行なった。
キッドは船が掠奪にあったことが明らかな見た目であると考え、それゆえに降りかかる問題をおそれて（実際彼の記録は掠奪を裏づけていたのだが）大きな港を避けて進んだ。彼は中央アフリカアンノボンの人知れぬ地を目指した。キッドはこの地からカリブ海へまっすぐに進み、その後ニューヨークへ向かうと決めた。反乱から丸10ヶ月の後にカリブ海へたどり着き、リーワード島最北端のアンギラに錨を下ろした。
この港で初めてキッドは自分がお尋ね者の海賊になっていることに気づいた。多くの総督がキッドとそのクルーへの逮捕令を出していた。
浸水した上に掠奪被害でみじめな姿になったケダー・マーチャントを抱えて行き場のなくなったキッドは、新しい船を必要としていた。彼は船とクルーに残された物資をカリブ海のスペイン領モナ島に移動させた。ちょうど通りかかった商人ヘンリー・ボルトン（Henry Bolton）の助けで、キッドは財宝のうちいくらかを、ボルトンのスループ船サンアントニオ号と食糧を購うのに充分な金に換えることができた。
キッドに採れる最良の策は、新たな船でニューヨークへ向かい、彼が誇りを持って仕えているスポンサーのひとり、ベロモント伯を説得して、海賊行為は真実ではないと信じさせることだった。彼はボルトンが島に留まってアドベンチャー・プライズを保護すること、高値がつくならば更に積み荷を売ることを一任した。船は当時サンタ・カタリーナという小さな島の入り江にあった。キッドは3ヶ月以内には戻ること、どんな積み荷が売れたにしろ、分け前は折半することを約束した。

## 回収の試み
ニューヨークに到着したキッドは捕らえられたが、アドベンチャー・プライズの所在は明かさなかった。彼は船に積まれた財宝が自分を自由の身にするのに役立つと信じていた。ベロモントは2隻の船（うち1隻はサンアントニオ）を取りまとめ、残りの掠奪品を回収するためカリブ海へ派遣しようと試みた。計画がほぼ固まった頃、ニューヨークに到着した1隻のスループ船が、アドベンチャー・プライズの商人が積み荷のほとんどを売り払って船に火をかけ、カリブ海からオランダへ発ってしまったと報告した。ベロモントはこれを受け、サンアントニオの船長にナサニエル・キャリー（Nathaniel Cary）を任命した。船がイスパニョーラ沖で本当に燃やされたのか確認し、キュラソーなどの現地政府へ積み荷の返還を要求するためだった。現地の記録によれば、キッドが船を任せた手下たちはこれを略奪し、火を放ってドゥルセ川へ向け漂流させたという。

## 船の発見
2007年12月、ドミニカ共和国カタリーナ島沖70フィート（21m）で地元の住民が難破船を発見し、後にインディアナ大学の考古学者によって調査された。
何世紀もの間多くのトレジャーハンターたちが探し求めていたこの船が、岸にこれほど近く、浅く澄み切った水の中に沈んでいたことに研究チームは驚かされた。歴史記録が一貫していることと、残骸の中から発見された大砲により、これがケダー・マーチャントの残骸であるとの確信は研究者たちの間でも強かった。インディアナ大学の研究チームは現地調査の許可を受け、現場を一般人も立ち入り可能な水中保護区とした。
ケダー・マーチャントはアルメニアの交易史上重要なシンボルであったため、同国の研究者たちも長い間船を発見する試みを続けていた。アヤース船舶研究会（Ayas Nautical Research Club）は2007年3月に発表した声明で、アルメニア国旗を掲げた46フィートのヨット、Anahit号でカリブ海を調査航海する予定だと述べた。同会は2004年から2006年にかけ、13世紀のアルメニア船キリキア号（Kilikia）のレプリカでヨーロッパ中を航海したカレン・バラヤン（Karen Balayan）が代表をつとめる。